# Montesardo
Montesardo (Muntasardu in salentino) è una frazione di 1 369 abitanti del comune di Alessano in provincia di Lecce nella parte più meridionale del Salento. Dista 59 km da Lecce, poco più di 10 km da Leuca e 1 km dal capoluogo comunale.

## Geografia fisica

### Territorio
Il paese è situato nel sud Salento, a 184 m s.l.m., ed è la terza località posta più in alto della provincia di Lecce, dopo la Serra dei Cianci e Monte Sant'Eleuterio. L'abitato si sviluppa sulla continuazione meridionale della Serra dei Cianci, che qui prende il nome di Serra di Montesardo, dalla quale si ha una completa visuale del Capo di Leuca. L'abitato è attraversato dalla Strada statale 275 di Santa Maria di Leuca asse viario cruciale del Salento lungo la direttrice nord-sud congiungente il capoluogo Lecce col Capo di Leuca, punto terminale della penisola salentina e tacco d’Italia.

### Clima
Dal punto di vista meteorologico Montesardo rientra nel territorio del basso Salento che presenta un clima prettamente mediterraneo, con inverni miti ed estati caldo umide. In base alle medie di riferimento, la temperatura media del mese più freddo, gennaio, si attesta attorno ai +9 °C, mentre quella del mese più caldo, agosto, si aggira sui +25,1 °C. Le precipitazioni medie annue, che si aggirano intorno ai 676 mm, presentano un minimo in primavera-estate ed un picco in autunno-inverno.
Facendo riferimento alla ventosità, i comuni del basso Salento risentono debolmente delle correnti occidentali grazie alla protezione determinata dalle serre salentine che creano un sistema a scudo. Al contrario le correnti autunnali e invernali da Sud-Est, favoriscono in parte l'incremento delle precipitazioni, in questo periodo, rispetto al resto della penisola.
| Montesardo                 | Mesi | Mesi | Mesi | Mesi | Mesi | Mesi | Mesi | Mesi | Mesi | Mesi | Mesi | Mesi | Stagioni | Stagioni | Stagioni | Stagioni | Anno |
| Montesardo                 | Gen  | Feb  | Mar  | Apr  | Mag  | Giu  | Lug  | Ago  | Set  | Ott  | Nov  | Dic  | Inv      | Pri      | Est      | Aut      | Anno |
| -------------------------- | ---- | ---- | ---- | ---- | ---- | ---- | ---- | ---- | ---- | ---- | ---- | ---- | -------- | -------- | -------- | -------- | ---- |
| T. max. media (°C)         | 12,4 | 13,0 | 14,8 | 18,1 | 22,6 | 27,0 | 29,8 | 30,0 | 26,4 | 21,7 | 17,4 | 14,1 | 13,2     | 18,5     | 28,9     | 21,8     | 20,6 |
| T. min. media (°C)         | 5,6  | 5,8  | 7,3  | 9,6  | 13,3 | 17,2 | 19,8 | 20,1 | 17,4 | 13,7 | 10,1 | 7,3  | 6,2      | 10,1     | 19,0     | 13,7     | 12,3 |
| Precipitazioni (mm)        | 80   | 60   | 70   | 40   | 29   | 21   | 14   | 21   | 53   | 96   | 109  | 83   | 223      | 139      | 56       | 258      | 676  |
| Umidità relativa media (%) | 79,0 | 78,9 | 78,6 | 77,8 | 75,7 | 71,1 | 68,4 | 70,2 | 75,4 | 79,3 | 80,8 | 80,4 | 79,4     | 77,4     | 69,9     | 78,5     | 76,3 |

## Storia
L'abitato di Montesardo appare oggi caratterizzato dai criteri costruttivi tipici dell'architettura civile del primo Cinquecento, ma la particolare posizione del luogo in cui sorge, che con i suoi oltre 180 metri sul livello del mare domina il territorio circostante, permette di ipotizzare la presenza di resti di un abitato antico.
La notizia più antica di un abitato si ha nel XVI secolo, quando il Galateo, nel De situ Iapygiae, descrive un "oppidum mediocris magnitudinis", del quale erano ancora visibili resti un ampio circuito murario e ruderi di antiche abitazioni, situato su un colle denominato "Mons Arduus", a circa sette miglia di distanza dal Capo di Leuca. Egli ricorda inoltre che, secondo una tradizione popolare, quella città era stata denominata dai Greci "Tracheion oros", nome che in latino può essere interpretato "Mons asper" o "arduus". Infatti quella città era in "aspro monte et lapidoso sita".
Nel XIX secolo lo storico Luigi Tasselli, in Antichità di Leuca, ipotizza sulla scorta del Galateo, un'origine greca della città; l'Arditi, invece, in La corografia fisica e storica di Terra d'Otranto, ritiene che Montesardo sia di origine latina e che i Greci bizantini avrebbero poi tradotto il nome latino in "Trachina", ossia il "Tracheion oros" riferito dal Galateo. Col tempo il luogo avrebbe ripreso nome "Monsarduus" da cui sarebbe derivato l'attuale Montesardo.
La ricerca archeologica ha individuato tracce che confermano l'esistenza di tale insediamento. Nel 1997 è stato effettuato il primo scavo sistematico che ha portato alla luce i resti di un grande edificio costruito con blocchi di pietra calcarenitica (tufo) squadrati. Indizi di una frequentazione molto ampia del luogo, tra il IX e il I secolo a.C., erano stati raccolti nella seconda metà degli anni ottanta col recupero di materiale ceramico emerso durante alcuni scavi edili in prossimità del castello Romasi. Precedentemente, un'indicazione della presenza di un abitato antico era stata data da una tomba scavata nel banco roccioso rinvenuta nel 1953 ad Alessano.
Una prima ipotesi sull'estensione dell'abitato antico è stata formulata in base alle analisi delle foto aeree e alla ricognizione del terreno che hanno permesso di individuare tratti di un tracciato difensivo, la cui lunghezza totale potrebbe aggirarsi intorno ai 3,6 km. Il tratto di muro ancora visibile, alla base del castello Romasi, è realizzato con blocchi di pietra locale squadrati e messi in opera senza uso di malta, secondo una tecnica utilizzata anche nel vicino centro di Vereto. Sono conservati al massimo quattro filari. Fu costruito probabilmente tra IV e III secolo a.C.
Non si hanno notizie per l'età romano-imperiale. Dopo la caduta dell'Impero romano d'Occidente fu sempre utilizzata come fortezza, grazie ai suoi possenti bastioni e ad una solida cerchia di mura, intervallate da torri, nelle quali si aprivano quattro porte: Porta la Terra, Porta Nova, Porta Castello e Porta Lo Chiuso. Le mura e le torri furono abbattute nel 1867. La frequentazione dell'area in età bizantina è invece testimoniata dall'insediamento rupestre di Macurano e da un'epigrafe funeraria, oggi nel Museo Provinciale "S. Castromediano" di Lecce, databile al 1130. Per i secoli successivi le notizie sono riportate da studiosi locali tra cui 'Arditi e Cosimo De Giorgi. Secondo l'Arditi Montesardo "dopo aver resistito bravamente all'assalto dei Goti in guerra coi Greci, dei Greci contro i Saraceni, dei Normanni contro gli uni e contro gli altri, nel 1429 soffrì la peste; nel 1460 gli attacchi dei Tarantini per la congiura dei Baroni contro Ferdinando I d'Aragona; altre sciagure dappoi, sicché la sua popolazione era scesa a 63 fuochi (nuclei familiari); e poscia a poco a poco andiede risollevandosi a 93 nel 1545, a 114 nel 1561, a 143 nel 1593".
In epoca medievale, munito del suo castello fortificato e delle numerose torri lungo le mura, si presentava come una fortezza inespugnabile. Fu sede di importanti scuole di matematica, di filosofia e di musica. Durante la Seconda guerra mondiale il paese fu occupato dalle truppe tedesche.

## Monumenti e luoghi d'interesse

### Architetture religiose

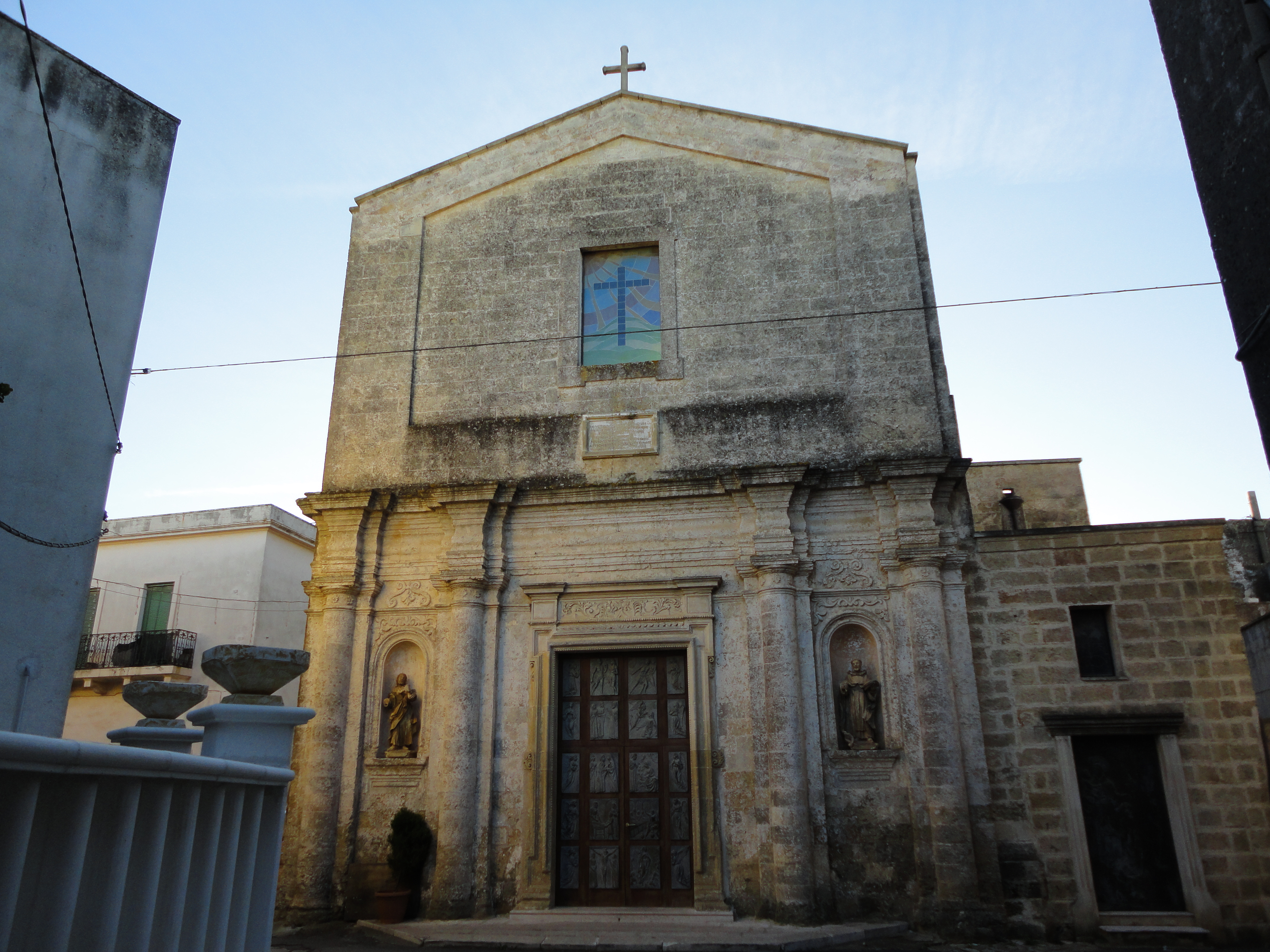
Chiesa Madre

#### Chiesa madre della Presentazione di Maria al Tempio
La chiesa madre, dedicata alla Presentazione di Maria al Tempio, fu edificata nel 1727 per volere del barone Gennaro Fulvio Caracciolo, come ricorda la targa visibile sulla facciata. Sorge sul sito di un edificio preesistente, risalente al XVI-XVII secolo.
Presenta un sobrio prospetto a doppio spiovente suddiviso su due livelli separati da una cornice architravata. Il livello inferiore è caratterizzato dal portale d'ingresso, inquadrato in una elegante cornice, con ai lati due nicchie che ospitano altrettante statue in pietra leccese. Sul fianco esterno rivolto a sud è presente un affresco di enormi dimensioni raffigurante San Cristoforo, recentemente ripristinato.
Il livello superiore presenta al centro una grande finestra di forma rettangolare a cornice liscia. Di particolare interesse è anche l'antica torre campanaria.
L'interno, a navata unica terminante nel presbiterio, presenta alcuni altari barocchi sormontati da tele e statue. Di notevole interesse sono l'organo e il pulpito settecenteschi.

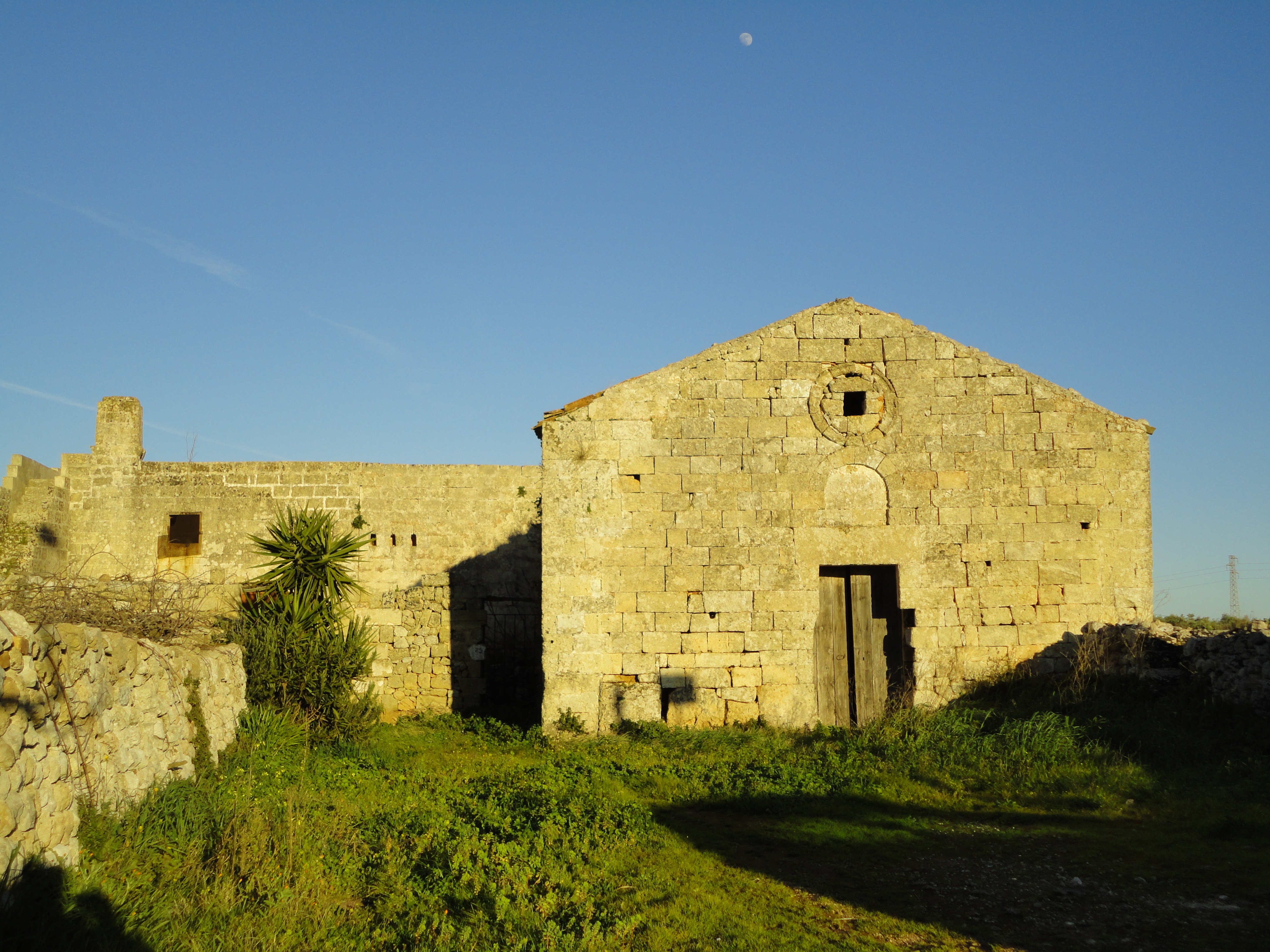
Chiesa di Santa Barbara

#### Chiesa di Santa Barbara
La chiesa di Santa Barbara, risalente al XIII secolo, era annessa al monastero femminile delle Clarisse o delle Benedettine, quasi del tutto distrutto e di cui rimangono tracce nei vicini ambienti adibiti nei secoli successivi ad usi agricoli.
I caratteri della costruzione sono di età angioina. Possiede una facciata lineare su cui si aprono il portone, un piccolissimo rosone e una lunetta. L'interno, ad aula unica, conserva tracce degli antichi affreschi che ricoprivano l'intera struttura e che richiamano epoche differenti, da quella bizantina al XV secolo. Si distingue una Santa Barbara che regge nella mano destra una torre, simbolo iconografico della santa, e una raffigurazione trecentesca della Deesis, sebbene la figura di San Giovanni Battista sia andata perduta. Quasi scomparsa è l'abside, attualmente ostruita da blocchi di calcarenite (tufo), della quale rimane solo l'arcata.
Non è certo quando il monastero fu abbandonato; di sicuro già nel 1590, il vescovo Ercole Lamia non fa riferimento più ad alcun monastero nella relazione della visita pastorale alla parrocchia di Montesardo. La cappella fu frequentata dai fedeli fino al XVIII secolo. Divenuta proprietà privata, fu adibita ad usi agricoli.

#### Chiesa dell'Immacolata
La chiesa dell'Immacolata risale al 1870 e fu edificata subito dopo la proclamazione del dogma dell'Immacolata Concezione. Accanto alla chiesa è il monumentale Calvario in forma di abside semicircolare. Sulla lunetta e sulla parte centrale sono affrescate scene della Passione di Cristo.

### Architetture militari

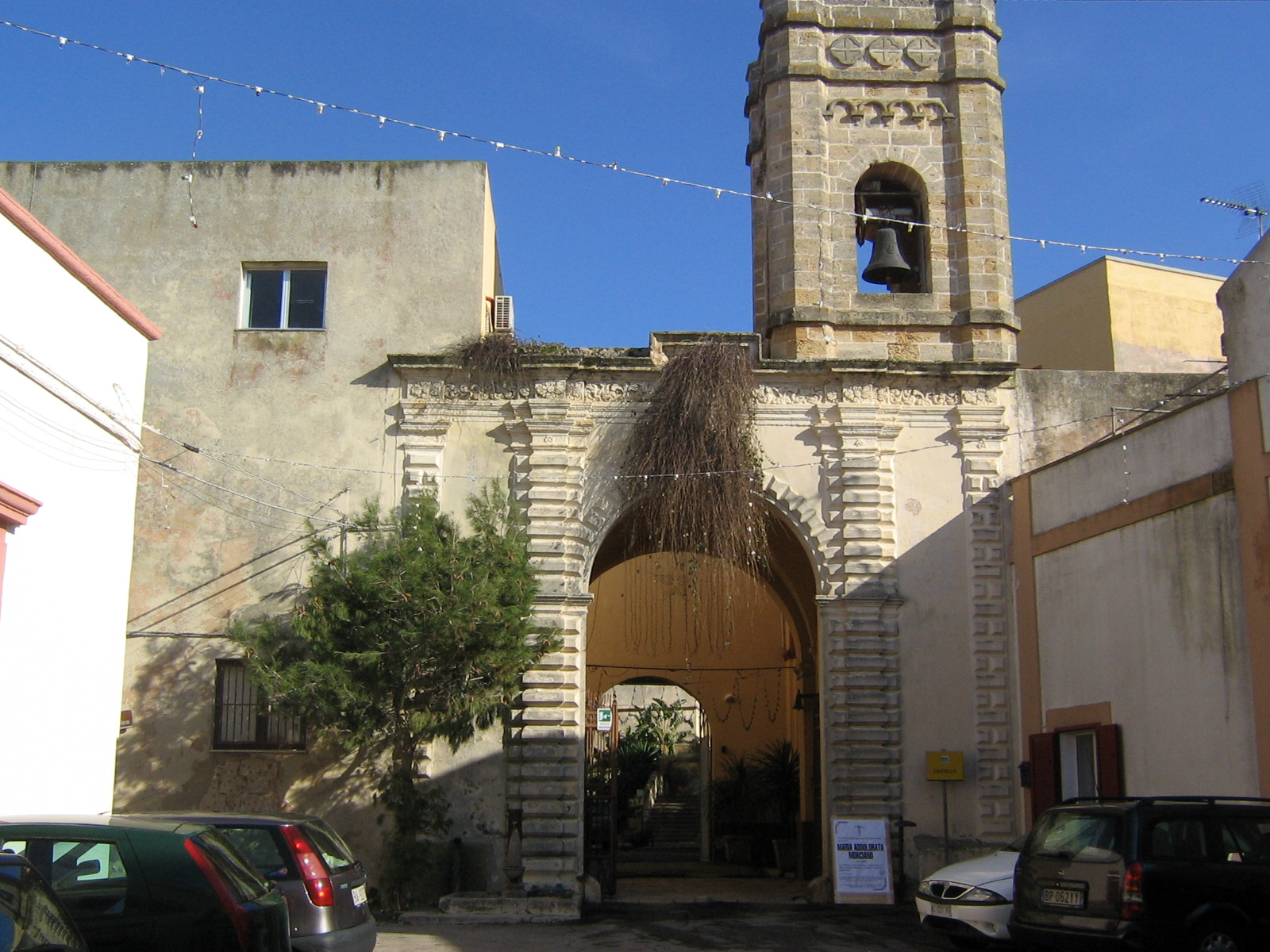
Castello

#### Castello
Il castello è ubicato nella parte più elevata del centro antico del paese. La fortezza, di cui oggi sopravvivono i resti del nucleo principale, fu voluta secondo alcuni dai Caracciolo di Marano, da altri messo in relazione con la signoria dei Del Balzo-Orsini, fu costruita tra il XV e il XVI secolo. Subì profonde trasformazioni nel corso dei secoli che cambiarono, in misura considerevole, l'impianto originario.
La parte più antica dell'edificio a pianta quadrata, presenta quattro torrioni agli angoli anch'essi quadrati. Tutt'intorno corre un recinto. Tra le mura di cinta ed il corpo dell'edificio si apre la piazza d'armi su cui affacciano tutte le stanze del castello. La piazza era collegata con l'esterno da un ponte levatoio, oggi sostituito con un collegamento in muratura. Le mura sono concluse dal parapetto poco aggettante e decorato con beccatelli.
Nel secolo scorso fu acquistato dai baroni Romasi. Da questa famiglia, nel secondo dopoguerra, passò ai Padri Vocazionisti, che oggi vi gestiscono una casa di riposo per anziani.

## Cultura

### Eventi
- Fiera di Santo Stefano - 1º lunedì dopo pasquetta
- Festa di Sant'Antonio - 2ª domenica di Luglio
- Sagra de la pasta fatta a casa e "de lu porcu paesanu pri-pri" - 12 agosto

Pasta fatta in casa e maiale preparati secondo le ricette tipiche salentine.